# Бар (фортеця)
Барська фортеця (італ. Forte di Bard, фр. Fort de Bard) — потужна фортеця, побудована в XIX столітті на скелі над селом Бар, в області Валле-д'Аоста, Італія. Ініціаторами створення цієї твердині стали правителі Савойського дому. Комплекс був державною фортецею, але звели її на місці древніх захисних споруд. Проект підготував архітектор та фортифікатор Антоніо Франческо Оліверо. Будівництво тривало вісім років, з 1830 по 1838 рік.
З кінця XIX століття тривалий час споруда перебувала у запустінні. Але у XX столітті фортеця була повністю відновлена. У січні 2006 року фортецю відкрили для туристів та мандрівників.

## Розташування
Фортеця побудована у стратегічно важливому місці. Тут проходить один із ключових шляхів, яким із найдавніших часів можна було потрапити із Франції до Італії. В ущелині протікає річка Дора-Бальтеа, через яку збудовано Барський міст. У цьому місці долина звужується, утворюючи вузьку ущелину, яку неможливо обійти іншим маршрутом. Протягом століть тут проходив культурний, політичний та релігійний кордон регіону Аоста (Савойя).
Сама фортеця зведена на вершині високої скелястої гори.

## Історія

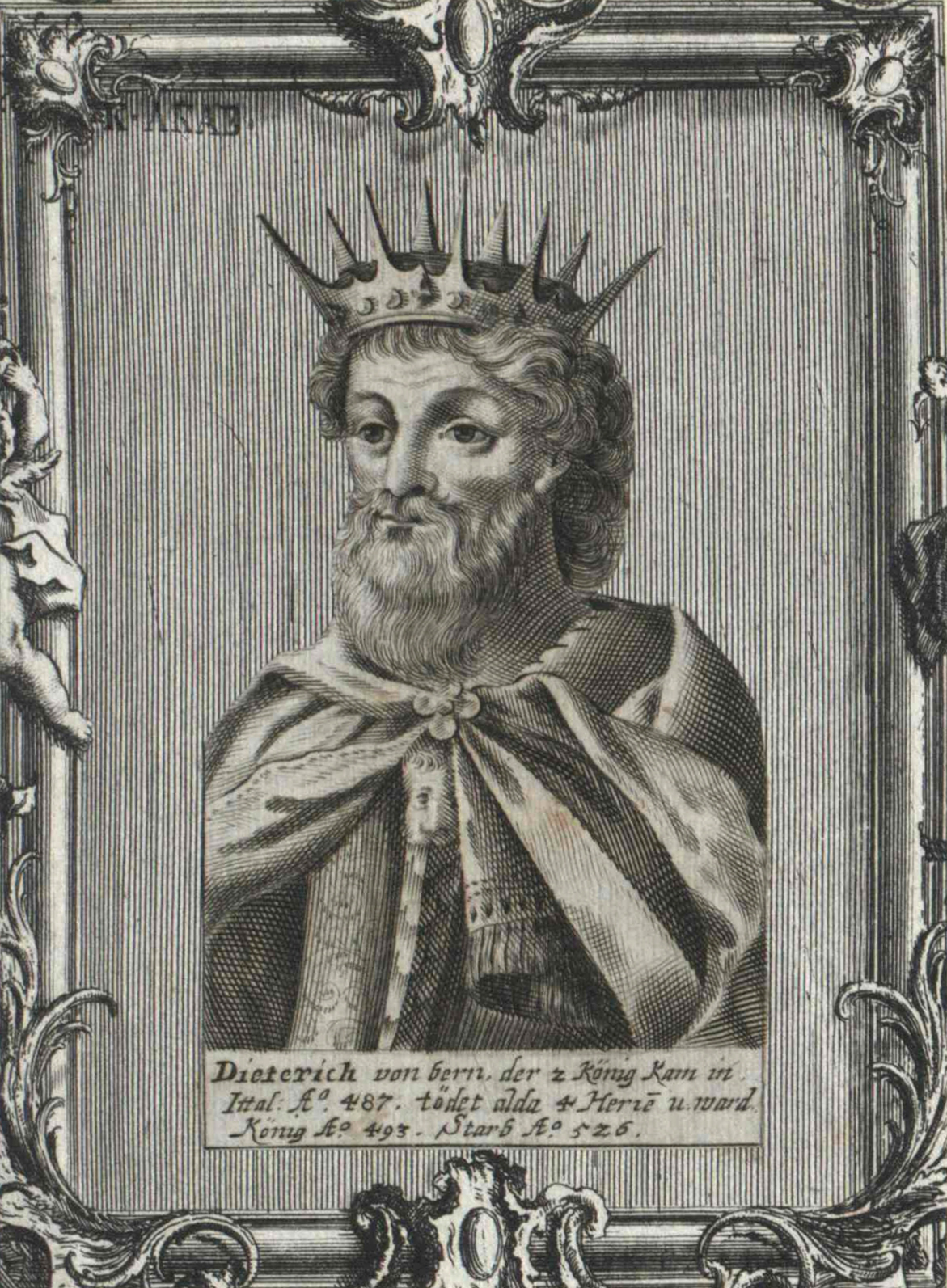
Зображення Теодоріха Великого XVI століття

### ПізняАнтичність
Із найдавніших часів укріплення тут дозволяло легко контролювати прохід в обох напрямках. Історичні документи свідчать, що тут у VI столітті вже був форт. В епоху правління Теодоріха Великого в ньому перебувавостготський гарнізон із 60 воїнів.

### Середні віки
Фортеця тут багаторазово згадується в хроніках Раннього Середньовіччя. Мандрівники, які проїжджали тут через Альпи, зазначали, що споруда є неприступною.
У 1034 році замок тут знаходився під контролем віконту аостського Бозона. Представники династії володіли фортецею до середини XIII століття.

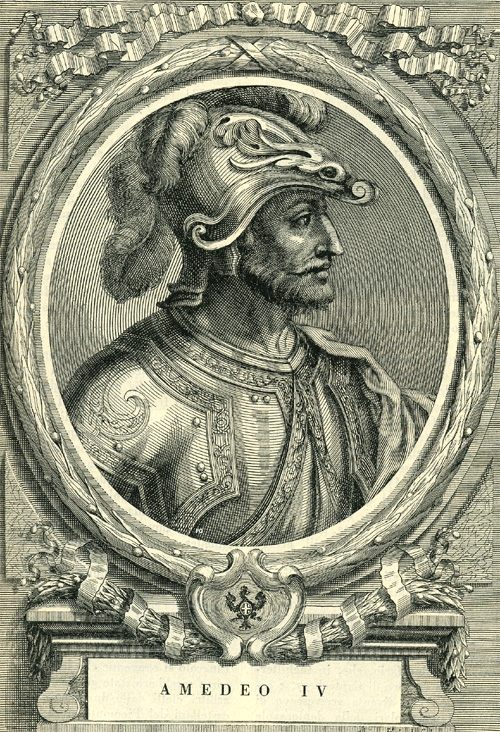
Граф Амадей IV Савойський

Згодом регіон захопили загони могутніх графів де Бар. Ймовірно, вони були васалами Єпархії Аости. Юго де Бар був останнім представником роду. Наприкінці XIII століття граф Амадей IV Савойський захотів взяти під особистий контроль настільки важливу фортецю. Він зумів захопити замок. Усередині розмістився значний гарнізон. З того часу на тривалий час комплекс став власністю Савойського дому.

### ЕпохаРенесансу
У 1661 році Карл Еммануїл II, герцог Савойський, вирішив зробити Бар головною твердинею регіону. За його наказом сюди перевезли майже всі артилерійські гармати з довколишніх фортець: Верресський замок і Сен-Жермен. У Барі облаштувався значний гарнізон.

### XVII—XVIII століття
Роботи з модернізації укріплень тривали все XVII століття. Підступи до цитаделі охоронялися цілою низкою фортифікаційних об'єктів. І кожен із них міг вважатися неприступним.
Фортеця стала знаменитою під час Війни за іспанську спадщину. У 1704 Віктор-Амадей II, грамотно організувавши оборону Бара, зумів перешкодити проникненню в Італію французької армії.

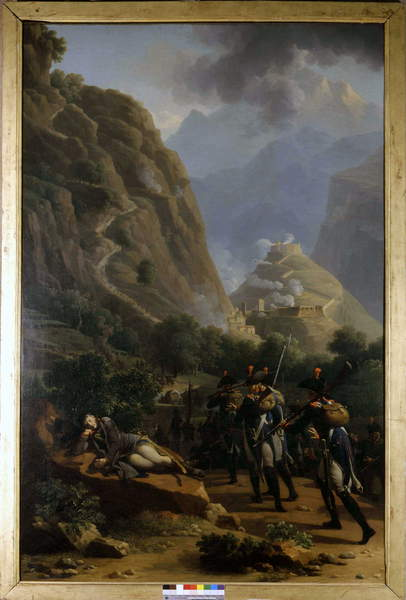
Наполеон біля стін фортеці Бар у 1800 році

Комплекс знову став відомим у 1800 році. Ніхто інший, як Наполеон Бонапарт ледь не був зупинений біля стін фортеці під час Другої Італійської кампанії. З ходу брати штурмом Бар було неможливо. У результаті Наполеон все ж таки з основною частиною армії зумів пройти далі. А для безпеки йому довелося залишити цілу дивізію для блокування гарнізону, який міг перерізати лінії постачання.
Здобувши в результаті перемогу в кампанії, Наполеон наказав знищити фортецю, що завдала йому таких серйозних неприємностей. Бастіони були підірвані. На деякий час фортеця перетворилася на руїни і була занедбана.

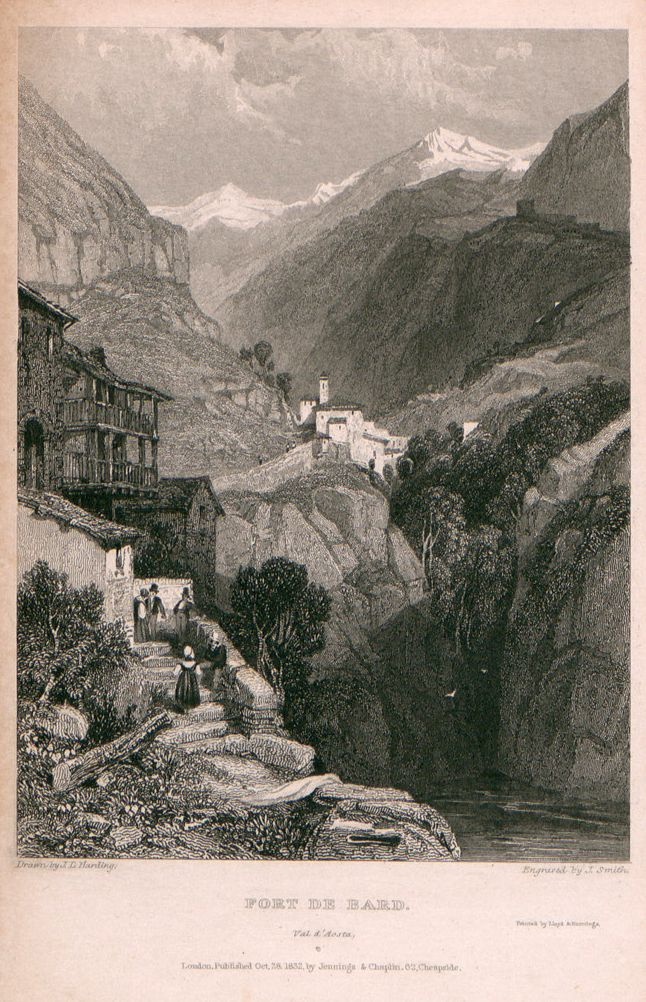
Фортеця на малюнку 1833 року

### XIX століття
Тридцять років фортеця була купою каміння. Нарешті, король П'ємонту та Сардинії Карл Фелікс, побоюючись нового вторгнення з боку Франції, вирішив не просто відновити фортецю, а створити сучасну грандіозну фортифікаційну споруду, здатну зупинити будь-яку армію. Це завдання він доручив військовому інженеру Антоніо Франческо Оліверо. Роботи з відновлення та модернізації розпочалися у 1830 році та зайняли вісім років. Останній блок у стіни фортеці було закладено 1838-го.
У Барі з'явився вражаючий комплекс, що становив десятки об'єктів. Будинки одночасно слугували багаторівневою фортецею, казармами, майстернями та арсеналами. Усього налічувалося 283 різних приміщення.
За штатом у гарнізоні мало проходити службу 416 солдатів. У разі небезпеки їх кількість зростала вдвічі. Внутрішнє подвір'я було перетворено на плац. Запас продовольства та боєприпасів було розраховано на оборону протягом трьох місяців. Вважалося, що цього часу достатньо, щоб ворог відступив.
До кінця XIX століття споруди фортеці застаріли та втратили колишнє значення. Однак влада знайшла нове застосування казематам. Бар став військовою в'язницею. Тут утримувалися солдати та офіцери, звинувачені у різних злочинах.

### XX століття
Комплекс благополучно пережив дві світові війни, не ставши пунктом оборони. Але без ремонту та догляду кам'яна кладка у багатьох місцях руйнувалася.
До 1975 внутрішні приміщення фортеці використовувалися як важливий пороховий склад італійської армії. Потім комплекс було передано у власність автономного регіону Валле-д'Аоста. Частину фортифікаційних споруд відкрили для вільного відвідування, а в інших розпочалися масштабні ремонтні та реставраційні роботи. Процес відновлення зайняв багато років. Лише у 2006 році відбулося урочисте відкриття комплексу як важливого туристичного об'єкту.

Фортеця на тлі альпійського хребта

## Сучасне використання
Нині тут проводяться виставки, концерти та історичні реконструкції. У комплексі є чотири постійні експозиції: Музей Альп, Альпи для дітей, В'язниці та Музей фортеці. Влітку в головному внутрішньому дворі відбуваються музичні та театральні вистави. Крім освітніх заходів, тут проводять також спортивні змагання.
Для зручності відвідувачів та орендарів є фунікулер, кафетерій, ресторан, мультимедійний конференц-зал та книгарня. Частину будинків відведено під готель.

## У масовій культурі
- Фортеця слугує місцем дії в першій сцені фільму «Месники: Ера Альтрона» режисера Джосса Відона. У картині споруда представлена як секретна база, фортеця, організації, відомої як ГІДРА, розташованої у вигаданій європейській країні Соковія[9][10][11].
- 2018 року у фортеці знімалися деякі сцени з фільму Крістіана Орланді «Воно ніколи не проходило».

## Галерея

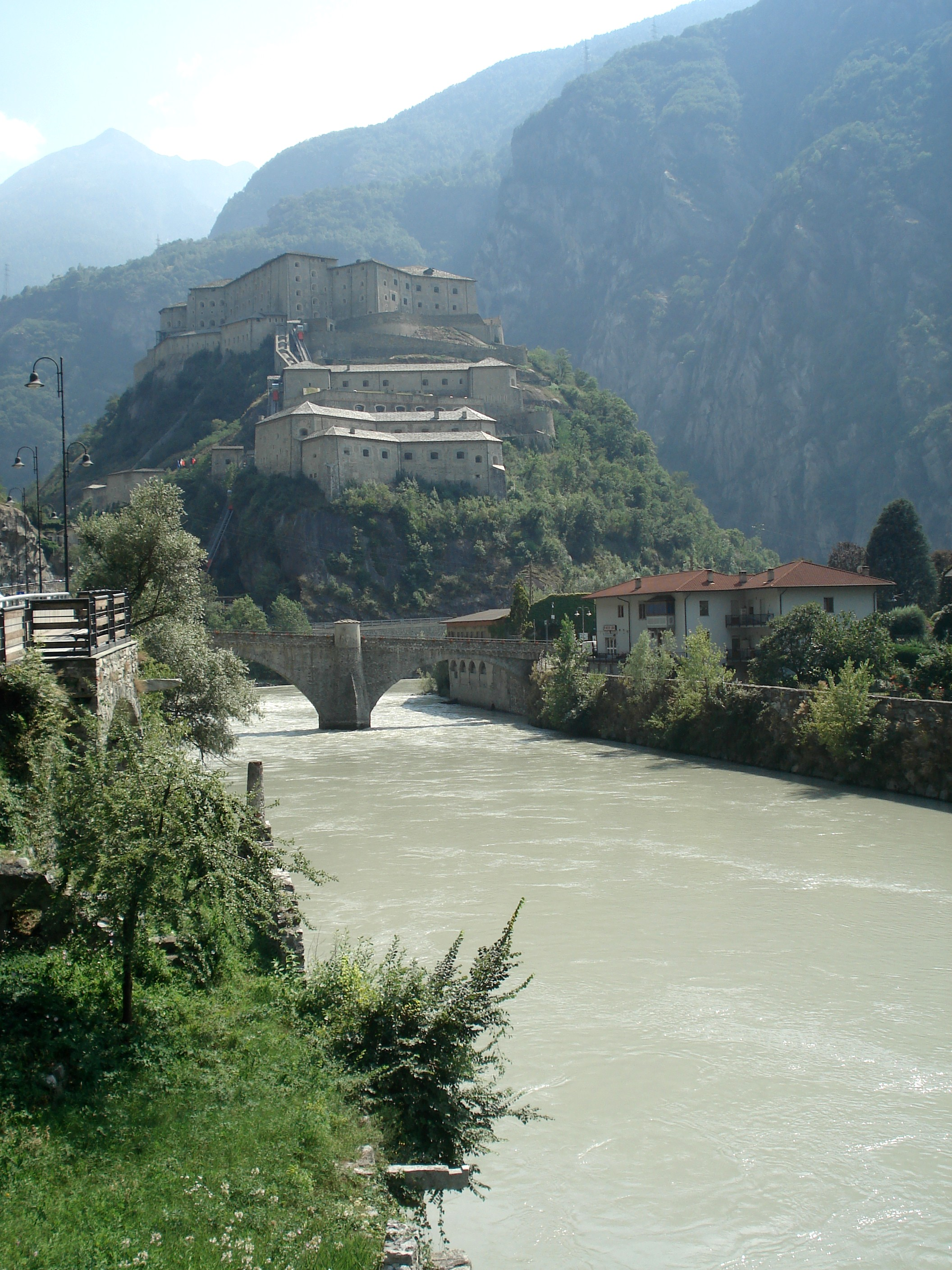
Вигляд фортеці з боку річки
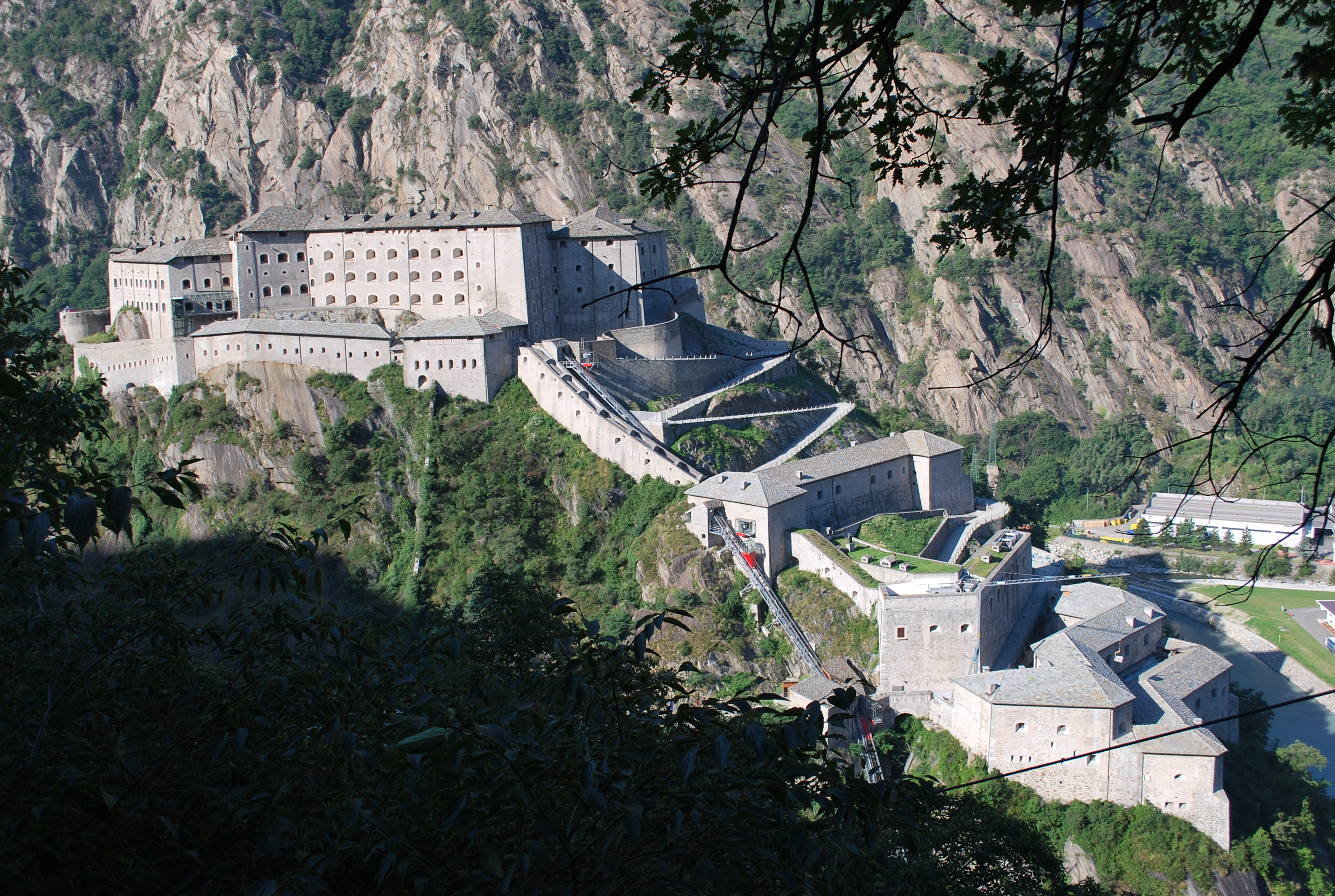
Вид фортеці з висоти пташиного польоту
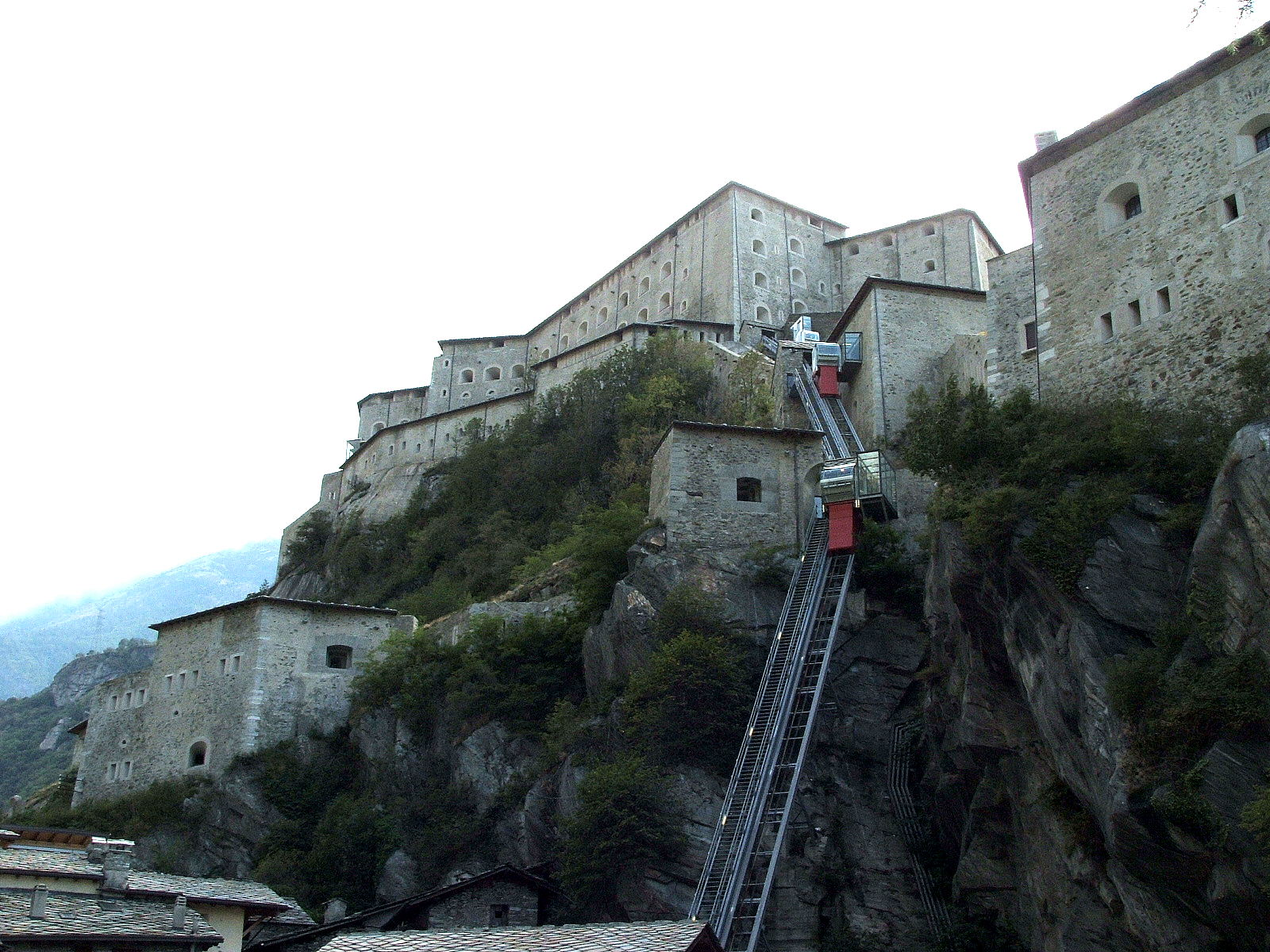
Фунікулер
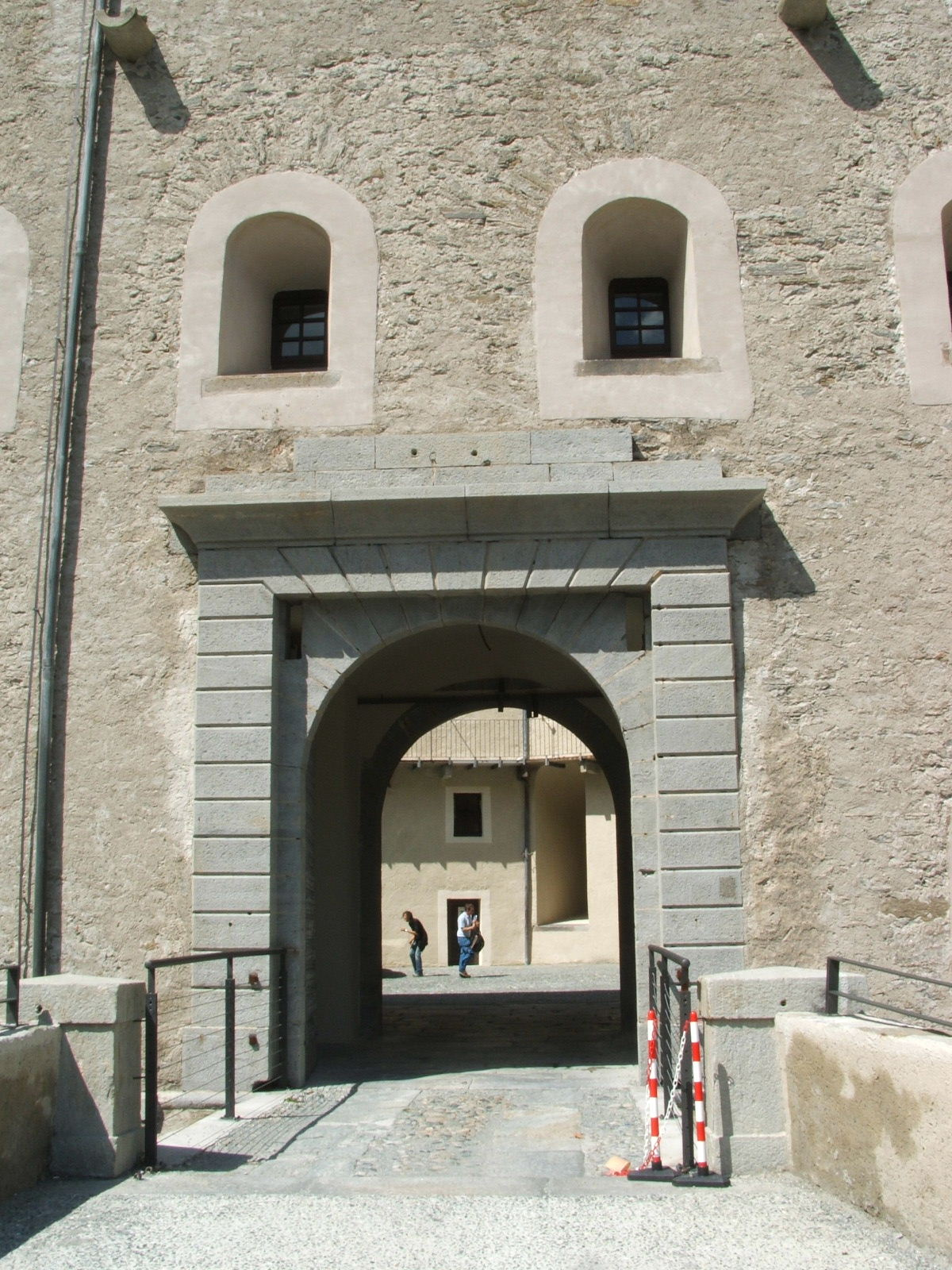
Брама, що веде усередину фортеці
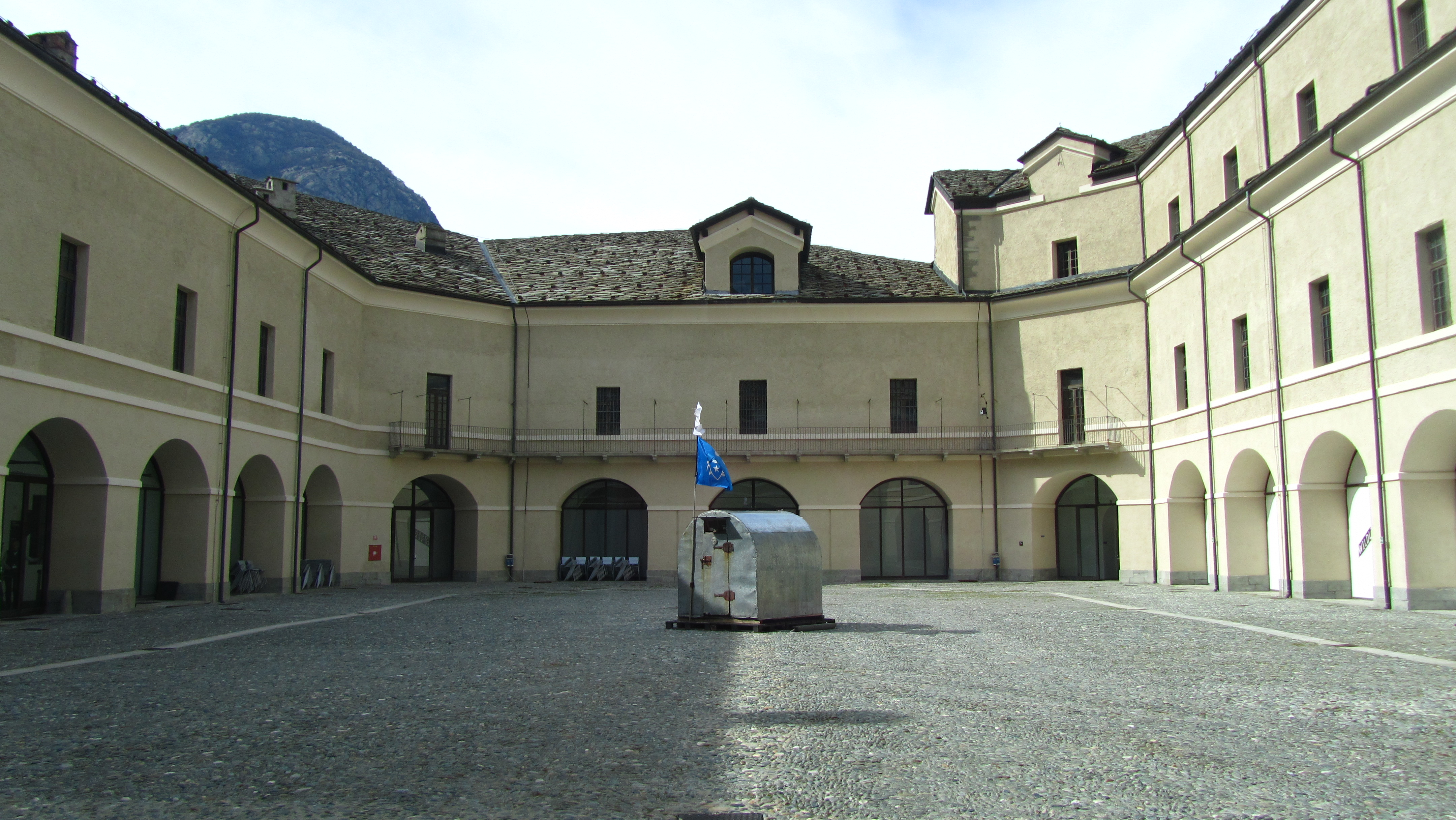
Внутрішнє подвір'я цитаделі